# Bauhinia buscalionii
Bauhinia buscalionii  es una especie de leguminosa, familia Fabaceae. Se distribuye por Somalia.

## Descripción
Es un arbusto caducifolio a veces trepador que alcanza un tamaño de  3 m de altura.

## Ecología
Se encuentra en matorrales en la arena, por lo general en las dunas costeras, a una altitud de  ± 100 metros.
Es tal vez una forma de Bauhinia tomentosa de la que solo se diferencia en las solitarias flores muy poco pedicadas y el indumento más crujiente.

## Taxonomía
Bauhinia buscalionii fue descrito por Giovanni Ettore Mattei  y publicado en Malpighia 30: 464. 1927.
Etimología
Bauhinia: nombre genérico nombrado en honor de los hermanos herboristas y botánicos suizos; Caspar (1560-1624) y Johann Bauhin  (1541-1613). El primero fue botánico y médico, autor de un índice de  nombres de plantas y sus sinónimos llamado Pinax Theatri botanici, y profesor de anatomía y botánica en la Universidad de Basilea, que distinguía entre género y especie, y fue el primero en establecer un sistema científico de la nomenclatura, mientras que el segundo fue coautor de la gran obra Historia Plantarum universalis, publicado cuarenta años después de su muerte.
buscalionii: epíteto otorgado en honor del botánico italiano Luigi Buscalioni.